# إنهاء استعمار إفريقيا

خريطة تظهر ترتيب استقلال دول إفريقيا (1950-2011)

انتهى الإحتلال في إفريقيا في منتصف إلى أواخر الخمسينيات وحتى عام 1975، مع تغييرات مفاجئة وجذرية في أنظمة القارة حيث انتقلت من الحكومات الاستعمارية إلى دول مستقلة؛ كان هذا الانتقال غير منظم تمامًا، وترافق بالعنف والاضطرابات السياسية. كانت هناك اضطرابات واسعة النطاق وتمردات منظمة في المستعمرات الشمالية وجنوب الصحراء الكبرى، خاصة في الجزائر الفرنسية وأنغولا البرتغالية والكونغو البلجيكية وكينيا البريطانية.

## خلفية
انتهى «التدافع على إفريقيا» بين عامي 1870 و 1900 حيث أصبحت كل إفريقيا تقريبًا تحت سيطرة عدد صغير من الدول الأوروبية. تسابق المستعمرون لتأمين أكبر قدر ممكن من الأراضي مع تجنب الصراع فيما بينها، اتفقوا على تقسيم إفريقيا في اتفاقية برلين لعام 1885، مع عدم مراعاة الاختلافات المحلية. بحلول عام 1905، سيطرت حكومات أوروبا الغربية على جميع الأراضي الإفريقية تقريبًا، باستثناء ليبيريا (التي استوطنها العبيد الأمريكيون السابقون من أصل إفريقي) وإثيوبيا (احتلتها إيطاليا في عام 1936). كان لبريطانيا وفرنسا أكبر قدر من الأراضي، كما كان لألمانيا وإسبانيا وو
إيطاليا وبلجيكا والبرتغال مستعمرات.
نتيجة للاستعمار والإمبريالية، فقدت غالبية إفريقيا السيادة والسيطرة على الموارد الطبيعية مثل الذهب زالمطاط. وأدى إدخال السياسات الإمبريالية على الاقتصادات المحلية إلى فشل الاقتصادات المحلية بسبب استغلال الموارد والعمالة الرخيصة. كان التقدم نحو الاستقلال بطيئًا حتى منتصف القرن العشرين. وبحلول عام 1977، انفصلت 54 دولة إفريقية عن الحكام الاستعماريين الأوروبيين.

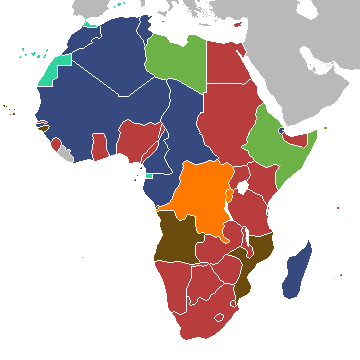
المستعمرات الأوروبية في إفريقيا عام 1939
إيطاليا
بلجيكا
إسبانيا
بريطانيا
فرنسا
البرتغال

## الأسباب

### أسباب خارجية
خلال الحرب العالمية، جندت القوى الاستعمارية الجنود الأفارقة في الجيوش الإمبراطورية. وأدى ذلك إلى وعي سياسي أعمق وتوقع المزيد من الاحترام وتقرير المصير، لكن هذه الوعود لم تتحقق إلى حد كبير. خلال مؤتمر الأطلسي عام 1941، التقى القادة البريطانيون والأمريكيون لمناقشة الأفكار المتعلقة بعالم ما بعد الحرب. كانت إحدى الأحكام التي أضافها الرئيس روزفلت أن «جميع الناس لهم الحق في تقرير المصير»، ما بعث الأمل في المستعمرات البريطانية.
في 12 فبراير 1941، التقى رئيس الولايات المتحدة فرانكلين روزفلت ورئيس الوزراء البريطاني وينستون تشرشل لمناقشة عالم ما بعد الحرب. وكانت النتيجة ميثاق الأطلسي. لم تكن معاهدة ولم يتم تقديمها إلى البرلمان البريطاني أو مجلس شيوخ الولايات المتحدة للتصديق عليها، ولكن تبين أنها وثيقة نالت استحسانا واسع النطاق. أحد الأحكام التي قدمها روزفلت، كان الحكم الذاتي لمستعمرات الإمبراطورية.
مارست الولايات المتحدة والمستعمرات الإفريقية بعد الحرب العالمية الثانية ضغوطًا على بريطانيا للالتزام بشروط ميثاق الأطلسي. بعد الحرب، اعتبر بعض البريطانيين المستعمرات الإفريقية طفولية وغير ناضجة. قدم المستعمرون البريطانيون حكومة ديمقراطية على المستوى المحلي في المستعمرات. أُجبرت بريطانيا على الاتفاق، لكن تشرشل رفض التطبيق العالمي لتقرير المصير للدول الخاضعة. وذكر أيضًا أن الميثاق لا ينطبق إلا على الدول التي تحتلها ألمانيا، وليس على الإمبراطورية البريطانية.
علاوة على ذلك، قامت مستعمرات مثل نيجيريا والسنغال وغانا بالتوجه نحو الحكم الذاتي حيث تم استنفاد واجهاد قوات الاستعمار بسبب الحروب.

### الأسباب الداخلية
كان إنهاء الاستعمار ضرورة أخلاقية بالنسبة للقوميين الأفارقة الأوائل.
في عام 1945، طالب المؤتمر الإفريقي الخامس بإنهاء الاستعمار. كان من ضمن الوفود رؤساء مستقبليين لغانا وكينيا وملاوي والناشطين الوطنيين.
أدى الاستغلال الاقتصادي الاستعماري إلى استخراج أوروبا لأرباح تعدين غانا لصالح المساهمين، بدلًا من التنمية الداخلية، مما تسبب في مظالم اجتماعية واقتصادية محلية كبيرة. ومع ذلك، توسعت الصناعة والبلدات الإفريقية المحلية عندما خفضت قوارب U التي تقوم بدوريات في المحيط الأطلسي من نقل المواد الخام إلى أوروبا. في المقابل، نمت المجتمعات الحضرية والصناعات والنقابات العمالية، مما أدى إلى ارتفاع نسبة القراءة والكتابة والتعليم، مما أدى إلى إنشاء أول صحيفة مؤيدة للاستقلال.
في الثلاثينيات من القرن الماضي، قامت القوى الاستعمارية، عن غير قصد، بزراعة نخبة صغيرة من القادة الذين تلقوا تعليمهم في الجامعات الغربية وعلى دراية بفكرة تقرير المصير. عندما فشل الطريق إلى الاستقلال، كانت التسوية مع القوى الاستعمارية تحل محله. جاء هؤلاء القادة لقيادة الكفاح من أجل الاستقلال، ومن بينهم قوميين كبار مثل جومو كينياتا (كينيا)، كوامي نكروما (جولد كوست، غانا الآن)، يوليوس نيريري (تنجانيقا، تنزانيا الآن)، ليوبولد سيدار سنغور (السنغال)، ليوبولد سيدار سنغور (السنغال ونيجيريا) وفيليكس هوفويت بوانيي (ساحل العاج).

### الإرث الاقتصادي
من الصعب تقييم الإرث الاقتصادي للاستعمار ولكن من المرجح أن يكون سلبيًا. تؤكد نظرية التحديث على أن القوى الاستعمارية شيدت البنية التحتية لدمج إفريقيا مع الاقتصاد العالمي، لكنها كانت مصممة أساسًا لأغراض الاستنزاف. تم هيكلة الاقتصادات الإفريقية لصالح المستعمر، وبالتالي خنق تراكم رأس المال.
تشير نظرية التبعية إلى أن معظم الاقتصادات الإفريقية استمرت في كونها اقتصادات تابعة ومرؤوسة في الاقتصاد العالمي بعد الاستقلال مع الاعتماد على السلع الأساسية مثل النحاس في زامبيا والشاي في كينيا. على الرغم من هذا الاعتماد المستمر وشروط التجارة غير العادلة، وجد تحليل تلوي لثمانية عشر دولة إفريقية أن ثلث هذه الدول شهدت زيادة في النمو الاقتصادي بعد الاستقلال.

## التراث الاجتماعي

### اللغة
طرح بعض علماء من بينهم دلال (2013) وميرفتاب (2012) وبامبوس (2011) بأن التنوع اللغوي في إفريقيا قد تآكل. استخدمت القوى الاستعمارية الغربية اللغة لتقسيم المناطق وإنشاء هويات جديدة أدت إلى صراعات وتوترات بين الدول الإفريقية.

## الانتقال إلى الاستقلال
في أعقاب الحرب العالمية الثانية، اجتاحت حركة إنهاء الاستعمار السريع قارة إفريقيا وحصلت العديد من المناطق على استقلالها من الاستعمار الأوروبي.
في أغسطس 1941، التقى رئيس الولايات المتحدة فرانكلين روزفلت ورئيس الوزراء البريطاني وينستون تشرشل لمناقشة أهدافهما بعد الحرب. وافقا في ذلك الاجتماع على ميثاق الأطلسي، الذي ينص جزئياً على أنهم «سوف يحترمون حق جميع الشعوب في اختيار شكل الحكومة التي سيعيشون بموجبها؛ ويرغبون في رؤية الحقوق السيادية والحكم الذاتي للشعوب الذين حرموا من هذه الحقوق قسرًا». وأصبح هذا الاتفاق نقطة الانطلاق بعد الحرب العالمية الثانية نحو الاستقلال حيث نمى الشعور القومي في جميع أنحاء إفريقيا.
لم تستطع القوى الأوروبية، المهلكة بديون ما بعد الحرب، تحمل الموارد اللازمة للحفاظ على السيطرة على مستعمراتها الإفريقية. سمح ذلك للقوميين الأفارقة بالتفاوض لإنهاء الاستعمار بسرعة شديدة وبأقل الخسائر. ومع ذلك، شهدت بعض المناطق عددًا كبيرًا من القتلى نتيجة كفاحهم من أجل الاستقلال.

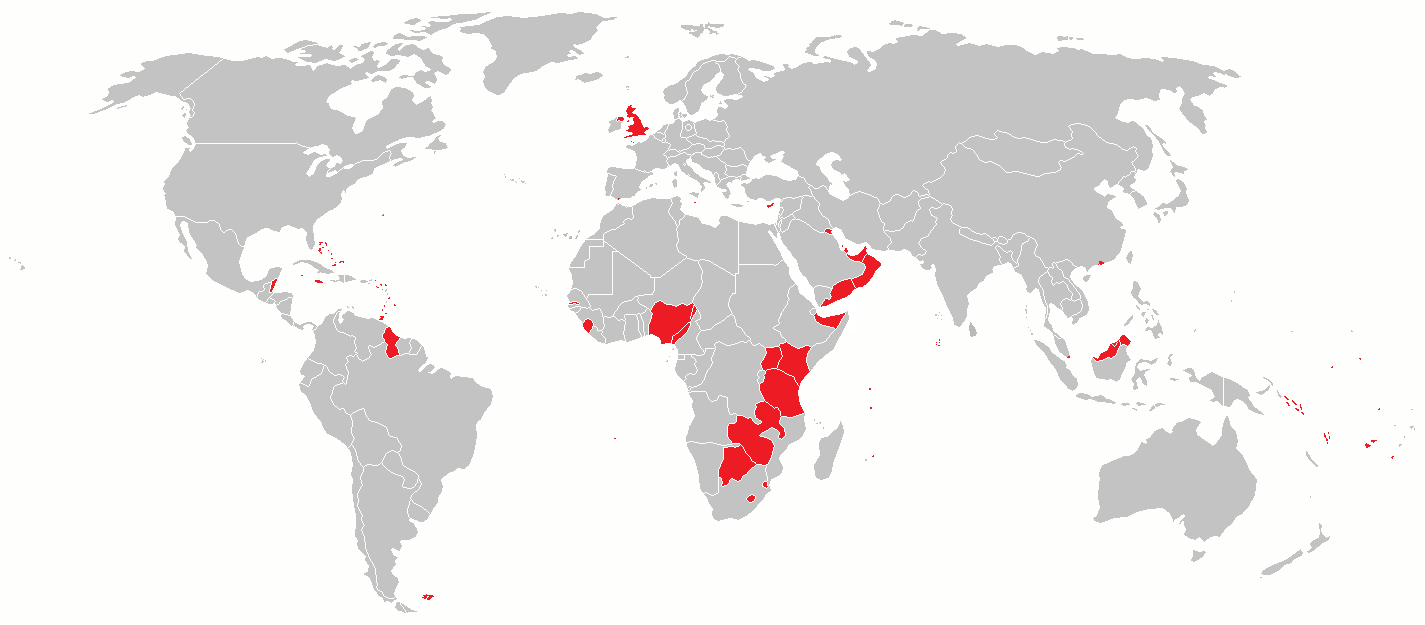
الإمبراطورية البريطانية سنة 1959

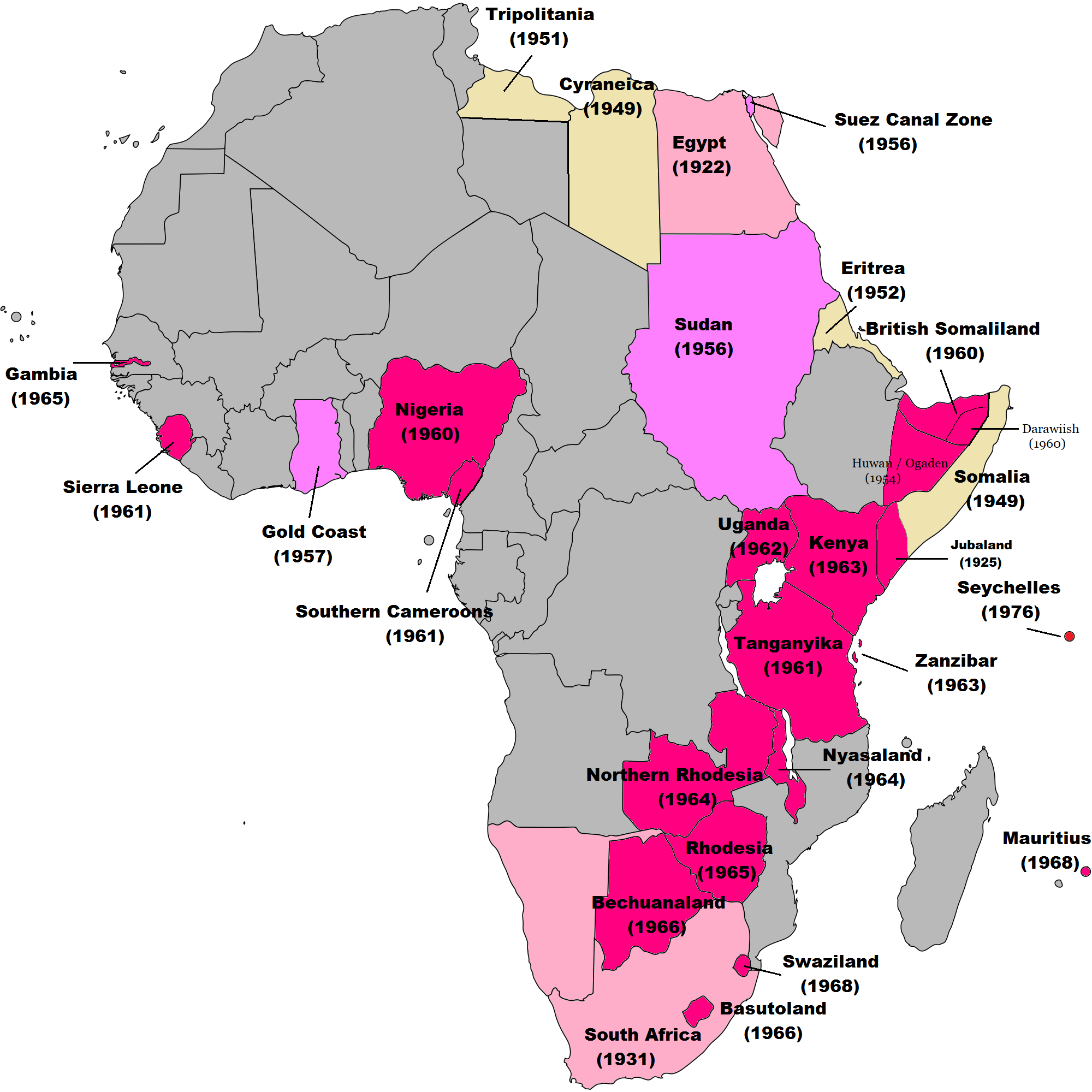
إنهاء الاستعمار البريطاني في إفريقيا. بنهاية ستينيات القرن الماضي نالت جميع مستعمرات بريطانيا الإستقلال عدا روديسيا (حاليا زمبابوي) وانتداب جنوب إفريقيا في جنوب غرب إفريقيا (حاليا ناميبيا).

## الإمبراطورية البريطانية

### غانا
في 6 مارس 1957، أصبحت غانا أول دولة إفريقية جنوب الصحراء تحصل على استقلالها من الاستعمار الأوروبي. بدءًا من مؤتمر عموم إفريقيا عام 1945، وكتب زعيم الاستقلال في غانا الذي تلقى تعليمه في بريطانيا وأمريكا كوامي نكروما. في إعلان المؤتمر: "نحن نؤمن بحقوق كل الشعوب في حكم نفسها. نؤكد حق جميع الشعوب المستعمرة في التحكم في مصيرها. يجب أن تكون جميع المستعمرات خالية من السيطرة الإمبريالية الأجنبية، سواء كانت سياسية أو اقتصادية.
في عام 1949، احتدم الصراع عندما فتحت القوات البريطانية النار على المتظاهرين الأفارقة. اندلعت أعمال الشغب في جميع أنحاء غانا، وبينما انتهى الأمر بنكروما وغيره من القادة في السجن، أصبح الحدث حافزًا لحركة الاستقلال. وبعد إطلاق سراحه، أسس نكروما حزب المؤتمر الشعبي، الذي أطلق حملة من أجل الاستقلال تحت شعار «الحكم الذاتي الآن!» وتزايدت قوتهم القومية داخل البلاد وزادت قوة الحزب السياسي. وفي فبراير من عام 1951، اكتسب مؤتمر حزب الشعب السلطة السياسية من خلال الفوز بـ 34 مقعدًا من أصل 38 مقعدًا منتخبًا. وفي عام 1956 طالبوا بالاستقلال داخل الكومنولث، والذي مُنح بسلام في عام 1957 مع نكروما كرئيس للوزراء.

### رياح التغيير
ألقى رئيس الوزراء هارولد ماكميلان خطاب «رياح التغيير» في جنوب إفريقيا في فبراير 1960، حيث تحدث عن «رياح التغيير التي تهب عبر هذه القارة». وأراد ماكميلان بشكل عاجل تجنب نفس النوع من الحرب الاستعمارية التي كانت فرنسا تخوضها في الجزائر. في ظل رئاسته للوزراء.
ومُنحت جميع المستعمرات البريطانية المتبقية في إفريقيا، الاستقلال بحلول عام 1968، باستثناء جنوب روديسيا. ولم يكن الانسحاب البريطاني من الأجزاء الجنوبية والشرقية من إفريقيا عملية سلمية. وقد سبق استقلال كينيا انتفاضة ماو ماو التي استمرت ثماني سنوات.
وفي روديسيا، أدى إعلان الاستقلال من جانب واحد لعام 1965 من قبل الأقلية البيضاء إلى حرب أهلية استمرت حتى اتفاقية لانكسترهاوس لعام 1979، والتي حددت شروط الاستقلال المعترف به في عام 1980، كدولة زيمبابوي.

## الجدول الزمني
|    | البلد                                   | اسم المستعمرة                                                                                          | القوة الإستعمارية           | تاريخ الإستقلال                                     | أول رئيس لدولة                              |
| -- | --------------------------------------- | --- | --------------------------- | --------------------------------------------------- | ------------------------------------------- |
| 1  | ليبيريا                                 | مستعمرة ليبيريا                                                                                        | الولايات المتحدة            | 26 يوليو 1847                                       | جوزيف جنكينز روبرتس                         |
| 2  | جنوب إفريقيا                            | مستعمرة كيب مستعمرة ناتال مستعمرة تراسفال                                                              | المملكة المتحدة             | 31 مايو 1910                                        | لويس بوتا                                   |
| 3  | مصر                                     | سلطنة مصر                                                                                              | المملكة المتحدة             | 28 فبراير 1922                                      | التاريخ الفعلي للاستقلال أو يوم الجلاء 1965 |
| 4  | إرتريا                                  | إريتريا الإيطالية                                                                                      | إيطاليا                     | 10 فبراير 1947                                      | هيلا سيلاسي                                 |
| 5  | ليبيا                                   | ليبيا الإيطالية                                                                                        | إيطاليا                     | 24 ديسمبر 1951                                      | محمد إدريس السنوسي                          |
| 6  | السودان                                 | السودان الإنجليزي المصري                                                                               | المملكة المتحدة جمهورية مصر | 1 يناير 1956                                        | إسماعيل الأزهري                             |
| 7  | جنوب السودان                            | السودان الإنجليزي المصري                                                                               | المملكة المتحدة جمهورية مصر | 1 يناير 1956                                        | إسماعيل الأزهري                             |
| 8  | تونس                                    | الحماية الفرنسية في تونس                                                                               | فرنسا                       | 20 مارس 1956                                        | الحبيب بورقيبة                              |
| 9  | المغرب                                  | الحماية الفرنسية على المغرب منطقة طنجة الدولية الحماية الإسبانية على المغرب غرب إفريقيا الإسبانية إفني | فرنسا إسبانيا               | 2 مارس 1956 7 أبريل 1956 10 أبريل 1958 4 يناير 1969 | محمد الخامس                                 |
| 10 | غانا                                    | ساحل الذهب                                                                                             | المملكة المتحدة             | 6 مارس 1957                                         | كوامي نكروما                                |
| 11 | غينيا                                   | غرب إفريقيا الفرنسي                                                                                    | فرنسا                       | 2 أكتوبر 1958                                       | أحمد سيكو توري                              |
| 12 | الكاميرون                               | الكاميرون الفرنسية                                                                                     | فرنسا                       | 1 يناير 1960                                        | أحمدو أهيجو                                 |
| 13 | توغو                                    | توغولاند الفرنسية                                                                                      | فرنسا                       | 27 أبريل 1960                                       | سيلفانوس أوليمبيو                           |
| 14 | مالي                                    | غرب إفريقيا الفرنسي                                                                                    | فرنسا                       | 20 يونيو 1960                                       | موديبو كيتا                                 |
| 15 | السنغال                                 | غرب إفريقيا الفرنسي                                                                                    | فرنسا                       | 20 يونيو 1960                                       | ليوبولد سنغور                               |
| 16 | مدغشقر                                  | مدغشقر الفرنسية                                                                                        | فرنسا                       | 26 يونيو 1960                                       | فيليبرت تسيرانانا                           |
| 17 | جمهورية الكونغو الديمقراطية             | الكونغو البلجيكية                                                                                      | بلجيكا                      | 30 يونيو 1960                                       | باتريس لومومبا                              |
| 18 | الصومال                                 | الصومال البريطاني الصومال الإيطالي                                                                     | المملكة المتحدة إيطاليا     | 26 يونيو 1960 1 يوليو 1960                          | محمد إبراهيم عقال ادم عبد الله عثمان        |
| 19 | بنين                                    | غرب إفريقيا الفرنسي                                                                                    | فرنسا                       | 1 أغسطس 1960                                        | هوبير ماغا                                  |
| 20 | النيجر                                  | غرب إفريقيا الفرنسي                                                                                    | فرنسا                       | 3 أغسطس 1960                                        | حماني ديوري                                 |
| 21 | بوركينا فاسو                            | غرب إفريقيا الفرنسي                                                                                    | فرنسا                       | 5 أغسطس 1960                                        | موريس ياميوغو                               |
| 22 | ساحل العاج                              | غرب إفريقيا الفرنسي                                                                                    | فرنسا                       | 7 أغسطس 1960                                        | فيليكس أوفوي بوانيي                         |
| 23 | تشاد                                    | إفريقيا الإستوائية الفرنسية                                                                            | فرنسا                       | 11 أغسطس 1960                                       | فرانسوا تومبالباي                           |
| 24 | جمهورية إفريقيا الوسطى                  | إفريقيا الإستوائية الفرنسية                                                                            | فرنسا                       | 13 أغسطس 1960                                       | ديفيد داكو                                  |
| 25 | جمهورية الكونغو                         | إفريقيا الإستوائية الفرنسية                                                                            | فرنسا                       | 15 أغسطس 1960                                       | فولبرت يولو                                 |
| 26 | الغابون                                 | إفريقيا الإستوائية الفرنسية                                                                            | فرنسا                       | 17 أغسطس 1960                                       | ليون إمبا                                   |
| 27 | نيجيريا                                 | المستعمرة النيجيرية الكاميرون البريطانية                                                               | المملكة المتحدة             | 1 أكتوبر 1960                                       | نامدي أزيكيوي                               |
| 28 | موريتانيا                               | غرب إفريقيا الفرنسي                                                                                    | فرنسا                       | 28 نوفمبر 1960                                      | المختار ولد داداه                           |
| 29 | سيراليون                                | مستعمرة ومحمية سيراليون                                                                                | المملكة المتحدة             | 27 أبريل 1961                                       | ميلتون مارجاي                               |
| 30 | تنجانيقا                                | إقليم تنجانيقا                                                                                         | المملكة المتحدة             | 9 ديسمبر 1961                                       | جوليوس نيريري                               |
| 31 | بوروندي                                 | رواندا- أوروندي                                                                                        | بلجيكا                      | 1 يوليو 1962                                        | موامبوتسا الرابع                            |
| 32 | رواندا                                  | رواندا- أوروندي                                                                                        | بلجيكا                      | 1 يوليو 1962                                        | جريجوار كايباندا                            |
| 33 | الجزائر                                 | الجزائر (المستعمرة الفرنسية)                                                                           | فرنسا                       | 5 يوليو 1962                                        | أحمد بن بلة                                 |
| 34 | أوغندا                                  | محمية أوغندا                                                                                           | المملكة المتحدة             | 9 أكتوبر 1962                                       | ميلتون أوبوتي                               |
| 35 | كينيا                                   | مستعمرة ومحمية كينيا                                                                                   | المملكة المتحدة             | 12 ديسمبر 1963                                      | جومو كينياتا                                |
| 36 | زنجبار                                  | سلطنة زنجبار                                                                                           | المملكة المتحدة             | 10 ديسمبر 1963                                      | جمشيد بن عبد الله                           |
| 37 | مالاوي                                  | نياسالاند                                                                                              | المملكة المتحدة             | 6 يوليو 1964                                        | هاستينغز باندا                              |
| 38 | زامبيا                                  | رودسيا الشمالية                                                                                        | المملكة المتحدة             | 24 أكتوبر 1964                                      | كينيث كاوندا                                |
| 39 | غامبيا                                  | مستعمرة ومحمية غامبيا                                                                                  | المملكة المتحدة             | 18 فبراير 1965                                      | داودا جوارا                                 |
| 40 | روديسيا زيمبابوي                        | رودسيا الجنوبية                                                                                        | المملكة المتحدة             | 11 نوفمبر 1965                                      | يان سميث روبرت موغابي                       |
| 41 | بوتسوانا                                | محمية بيتشوانلاند                                                                                      | المملكة المتحدة             | 30 سبتمبر 1966                                      | سيريتسي خاما                                |
| 42 | ليسوتو                                  | باسوتولاند                                                                                             | المملكة المتحدة             | 4 أكتوبر 1966                                       | ليبوا جوناثان                               |
| 43 | موريشيوس                                | موريشيوس البريطانية                                                                                    | المملكة المتحدة             | 12 مارس 1968                                        | سيووساغور رامجولام                          |
| 44 | إسواتيني                                | سوازيلاند                                                                                              | المملكة المتحدة             | 6 سبتمبر 1968                                       | سوبهوزا الثاني                              |
| 45 | غينيا الاستوائية                        | غينيا الإستوائية                                                                                       | إسبانيا                     | 12 أكتوبر 1968                                      | فرانسيسكو ماسياس نغيما                      |
| 46 | غينيا بيساو                             | غينيا الرتغالية                                                                                        | البرتغال                    | 10 سبتمبر 1974                                      | لويس كابرال                                 |
| 47 | موزمبيق                                 | موزمبيق البرتغالية                                                                                     | البرتغال                    | 25 يونيو 1975                                       | سامورا ماشيل                                |
| 48 | الرأس الأخضر                            | الرأس الأخضر البرتغالية                                                                                | البرتغال                    | 5 يوليو 1975                                        | أريستيد بيريرا                              |
| 49 | جزر القمر                               | جزر القمر الفرنسية                                                                                     | فرنسا                       | 6 يوليو 1975                                        | أحمد عبد الله عبد الرحمن                    |
| 50 | ساو تومي وبرينسيب                       | ساو تومي وبرينسيب البرتغالية                                                                           | البرتغال                    | 12 يوليو 1975                                       | مانويل بينتو دا كوستا                       |
| 51 | أنغولا                                  | أنغولا البرتغالية                                                                                      | البرتغال                    | 11 نوفمبر 1975                                      | أغوستينيو نيتو                              |
| 52 | سيشل                                    | سيشل                                                                                                   | المملكة المتحدة             | 29 يونيو 1976                                       | جيمس مونشو                                  |
| 53 | جيبوتي                                  | إقليم العفر والعيسي الفرنسي                                                                            | فرنسا                       | 27 يونيو 1977                                       | حسن جوليد أبتيدون                           |
| 54 | الجمهورية العربية الصحراوية الديمقراطية | الصحراء الإسبانية الأقاليم الجنوبية                                                                    | إسبانيا المغرب              | 27 فبراير 1976 الاستقلال لم يدخل حيز التنفيذ        | مصطفى السيد محمد عبد العزيز                 |
| 55 | ناميبيا                                 | جنوب غرب إفريقيا                                                                                       | جنوب أفريقيا                | 21 مارس 1990                                        | سام نوجوما                                  |